# داریا ماسلووا
داریا ماسلووا (انگلیسی: Darya Maslova؛ زادهٔ ۶ مهٔ ۱۹۹۵) دونده دو استقامت زن اهل قرقیزستان است.